# Ficus obliqua
Ficus obliqua (còn có tên là sung lá nhỏ) là một loài thực vật có hoa trong họ Dâu tằm (Moraceae). Đây là loài bản địa thuộc vùng đông Úc, New Guinea, đông Indonesia, đảo Sulawesi và nhiều đảo thuộc vùng tây nam Thái Bình Dương. Đây là một loài cây thuộc chi Sung, một chi chứa khoảng 750 loài đều sống ở nơi có khí hậu ấm áp, trong chi này bao gồm cả loài vả tây (Ficus carica). Khi mới mọc, các cây con bám trên các cây khác (thực vật biểu sinh) hoặc bám trên vách đá. Cây F. obliqua có thể cao đến 60 m (200 ft) với hệ thống rễ chống rộng, vỏ màu xám nhạt, lá màu xanh lá cây, bóng loáng.
Quả của cây tròn, nhỏ, màu vàng, khi chín có màu đỏ. Quả có thể chín bất cứ lúc nào trong năm, tuy nhiên phần lớn quả chín vào khoảng giữa mùa thu và mùa đông (từ tháng 4 đến tháng 7). Như những loài sung khác, bên trong quả có hoa mọc hướng vào trung tâm quả, tạo thành một khoang rỗng bên trong. Hoa Ficus obliqua được thụ phấn nhờ hai loài ong Pleistodontes greenwoodi và P. xanthocephalus. Nhiều loài chim ăn quả, bao gồm chim bồ câu, vẹt và nhiều loài chim thuộc bộ Sẻ. Loài phân bố theo phạm vi dọc theo bờ biển phía đông từ Queensland đến New South Wales, mọc trong các rừng mưa nhiệt đới, trảng cỏ (xavan) và mọc bên sông. Cây được trồng trong công viên và các không gian công cộng để lấy bóng mát. Cây còn có thể trồng trong nhà, đặc biệt cây rất phù hợp để thỏa mãn thú chơi bonsai. Tất cả các bộ phận của cây đều được sử dụng làm dược liệu phục vụ ngành y học cổ truyền tại Fiji, Nhật Bản.

## Phân loại
Tên thông thường của loài cây này (theo cách gọi của dân bản địa) là sung lá nhỏ. Loài Ficus obliqua được nhà tự nhiên học người Đức Georg Forster mô tả năm 1786, dựa trên các mẫu vật thu thập được tại Vanuatu. Năm 1861, tại Đảo Albany thuộc Queensland, nhà thực vật học người Hà Lan Friedrich Miquel mô tả và đặt tên loài là Urostigma eugenioides. Năm 1867, nhà thực vật học người Úc Ferdinand von Mueller đã sắp xếp lại, đặt tên loài là Ficus eugenioides và được chấp nhận trong thời gian dài. Tuy nhiên, vì tên loài của Forster tồn tại trong thời gian lâu hơn nên được ưu tiên đặt làm tên chính thức cho loài. Trong tiếng Latinh, tính từ "obliquus" có nghĩa là "lá không đối xứng". Đặt tên là vậy nhưng đặc điểm, thuộc tính lá vẫn chưa rõ ràng. Năm 1906, nhà thực vật học người Úc Frederick Manson Bailey mô tả loài và đặt tên là Ficus tryonii, từ bộ sưu tập thu thập được trên Đảo Middle Percy thuộc quần đảo Whitsunday, ngoài khơi trung tâm Queensland, tuy nhiên Ficus tryonii chính là F. obliqua. Năm 1770, nhà sinh vật học người Anh Joseph Banks và nhà tự nhiên học người Thụy Điển Daniel Solander đến đảo Booby thu thập và đặt tên cho loài là Ficus virgineai, sau này được thực vật học người Anh William Philip Hiern xếp vào danh pháp đồng nghĩa của F. obliqua.
Ficus obliqua được cho là loài đơn tính (theo hệ thống đơn vị phân loại, taxon). Cho đến năm 2001, tại bang Tây Úc, ba thứ của loài được xác nhận, đó là F. obliqua var. petiolaris, F. obliqua var. obliqua, và F. obliqua var. puberula. Một cuộc sửa đổi của nhóm chuyên gia đã có một số thay đổi và kết luận rằng, thứ F. obliqua var. petiolaris gần gũi hơn với loài F. rubiginosa, do đó được xếp chung với loài này. Thứ F. obliqua var. puberula được xác định là ít gần gũi với F. obliqua, do đó F. obliqua var. puberula được tách thành loài riêng biệt, Ficus brachypoda.
Với hơn 750 loài, chi Sung được coi là một trong những chi lớn nhất thuộc nhóm Thực vật có hoa. Dựa trên hình thái học, nhà thực vật học người Anh Edred John Henry Corner đã chia thành 4 phân chi, sau đó được mở rộng thành 6. Theo cách phân loại này, Ficus obliqua được xếp vào loạt Malvanthereae, thuộc tổ Malvanthera, phân chi Đa (Urostigma). Nhà thực vật học người Úc Dale J. Dixon thay đổi các phân định của các loạt trong tổ, tuy nhiên vẫn xếp F. obliqua trong loạt Malvanthereae.
Trong một nghiên cứu thành lập năm 2008, nhà thực vật học người Đan Mạch Nina Rønsted và cộng sự tiến hành phân tích trình tự DNA từ các bộ đệm được sao chép bên trong và bên ngoài ribosome (ITS và ETS), và khu vực glyxerandehit-3-phosphat dehidrogenaza (G3pdh). Đây là lần đầu tiên tổ Malvanthera được thực hiện phương pháp phân tích phân tử này. Nhóm nghiên cứu đã tìm thấy F. obliqua có mối quan hệ gần gũi nhất với ba loài sống tại vùng đất khô cằn thuộc Lãnh thổ Bắc Úc (F. platypoda, F. subpuberula và F. lilliputiana) và xếp F. obliqua vào phân tổ Platypodeae. Đây là một loài sống trong rừng mưa nhiệt đới, trong khi họ hàng của loài lại sống ở các vùng khô cằn.

## Hình ảnh

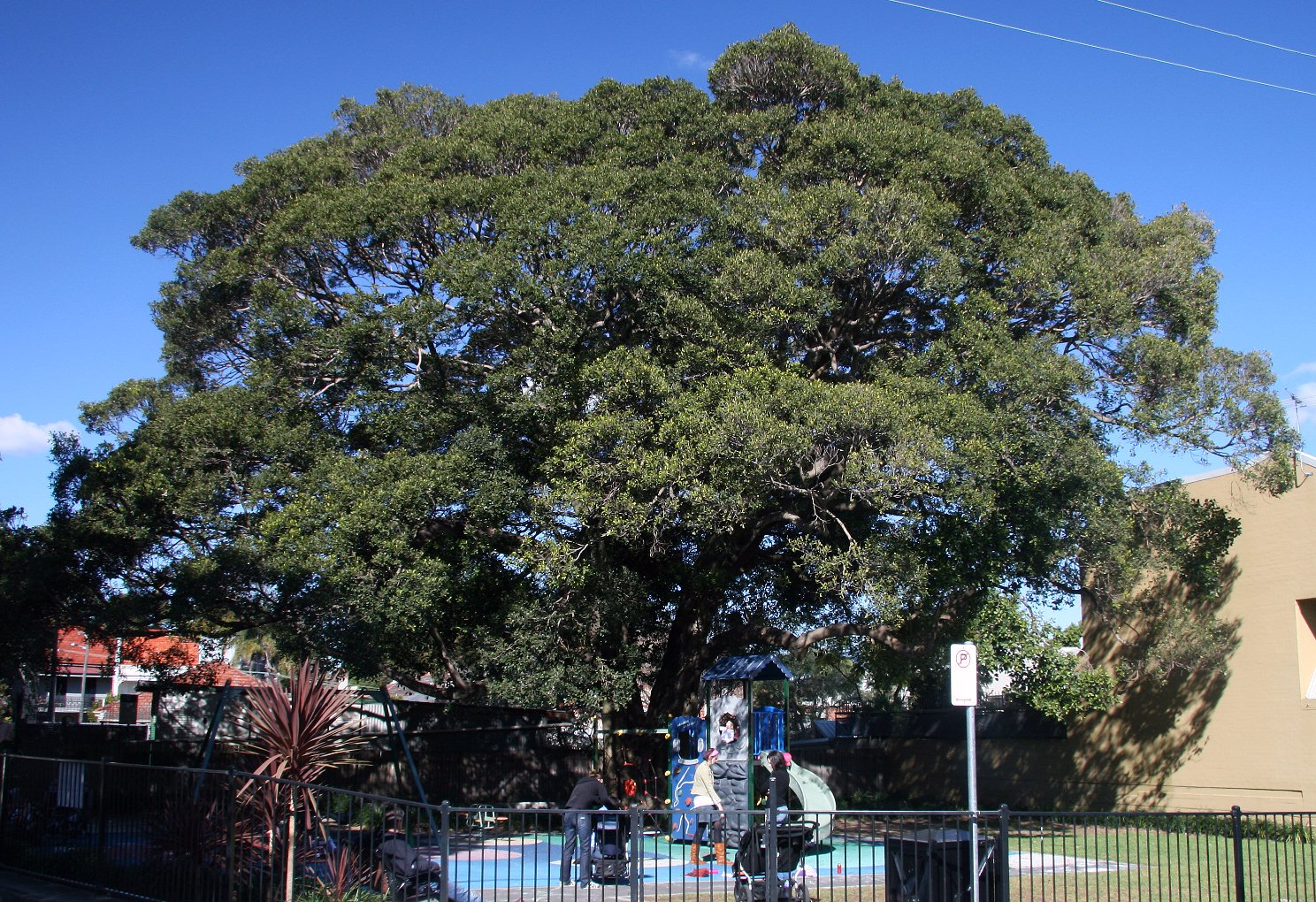
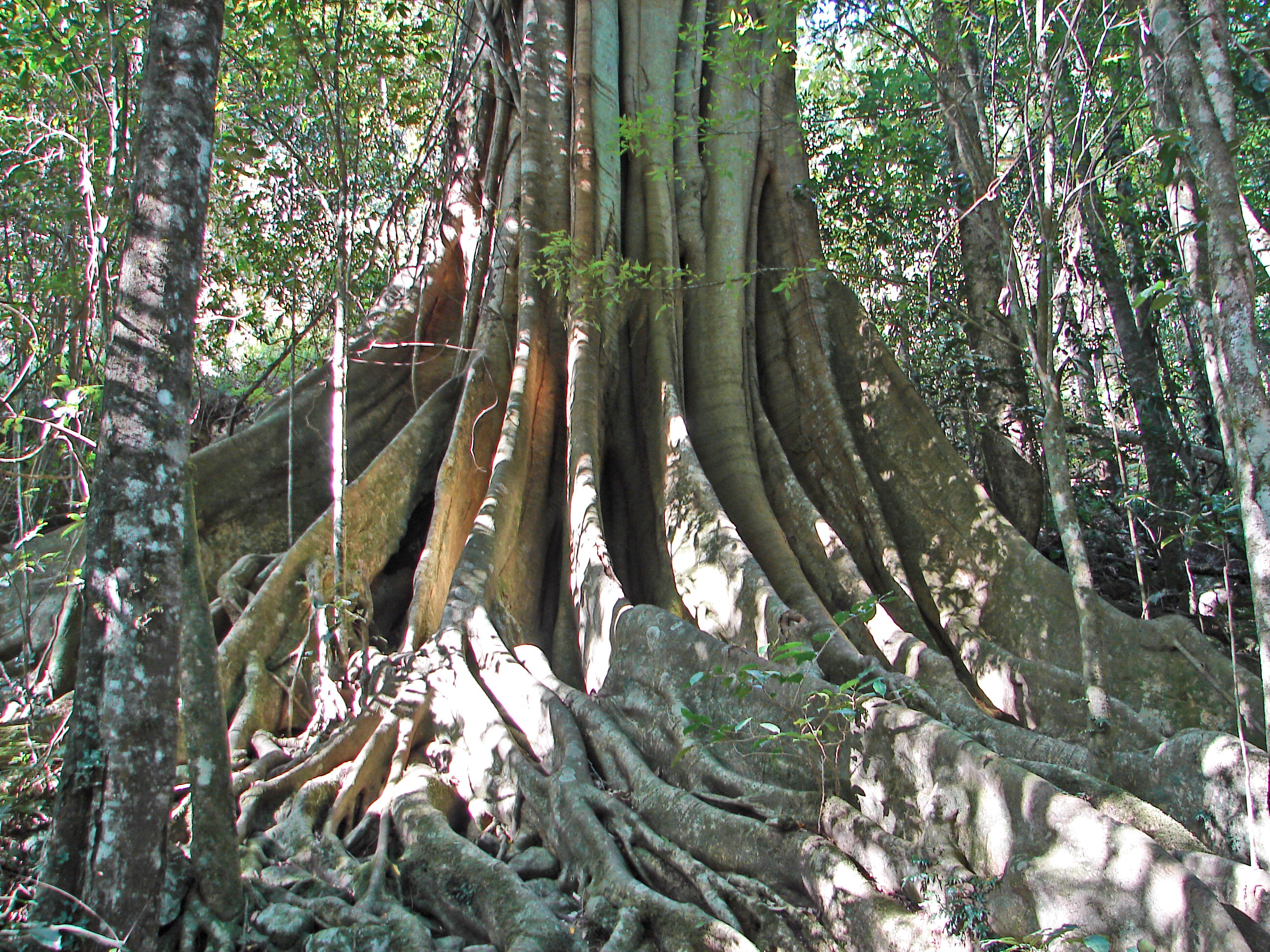
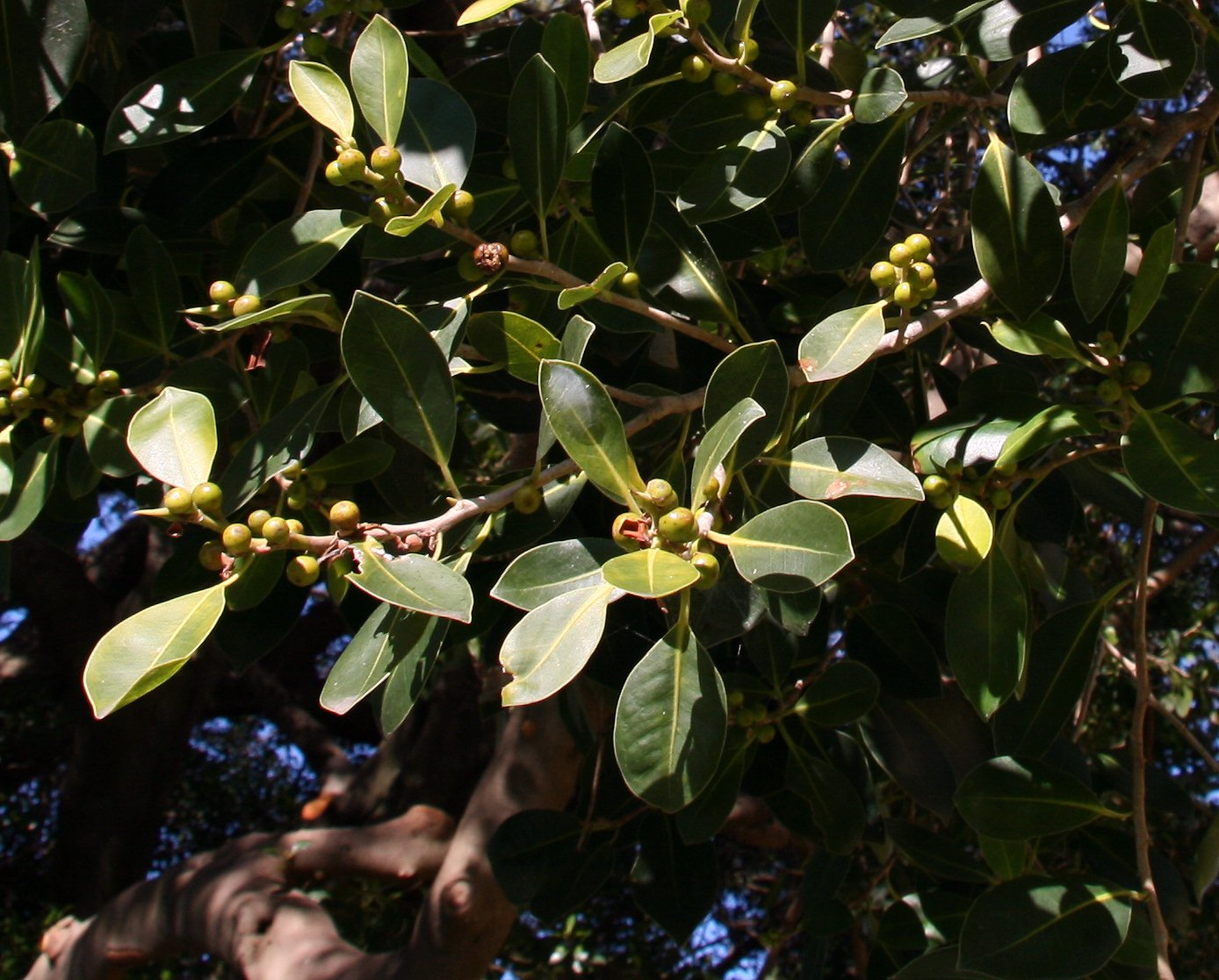
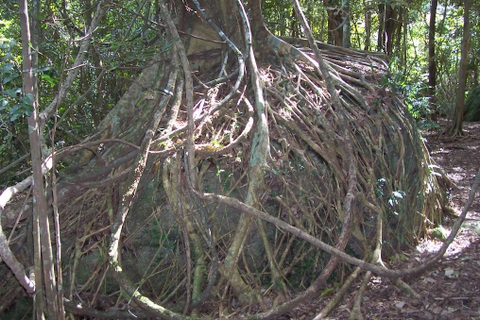